# Canthon divinator
Canthon divinator là một loài bọ cánh cứng trong họ Bọ hung (Scarabaeidae).